# Piikkiö
Piikkiö (en suédois : Pikis) est une ancienne municipalité du sud-ouest de la Finlande, dans la région de Finlande du Sud-Ouest.
Elle se situe en banlieue de Turku, la capitale provinciale. Le centre administratif se situe à juste 16 km du centre de Turku, et à 148 km d'Helsinki.
Elle a fusionné avec Kaarina au 1er janvier 2009.
Piikkiö compte plusieurs zones pavillonnaires largement plébiscitées par les habitants de Turku qui sont chaque année plus nombreux à s'y installer. La commune est prospère et le taux de chômage reste voisin de 5 %.
Si les plus anciens vestiges datent de l'âge du bronze, la première mention du lieu date de 1331. C'est à cette époque qu'est construite une première église en bois dédiée à Saint Nicolas. L'actuelle église en pierre a, quant à elle, été édifiée en 1755.
À l'ouest de la commune se trouve le lycée agricole de Tuorla où sont enseignés la production animale, végétale et l'horticulture.
C'est également sur la commune de Piikkiö que se trouve l'Observatoire de Tuorla, observatoire astronomique construit en 1952.
C'est à Piikkiö qu'est né l'attaquant des Canadiens de Montréal Artturi Lehkonen.

## Jumelages
- Kehtna (Estonie)
- Commune de Tranemo (Suède)
- Sovetski (Khantys-Mansis) (Russie)

Sovetski (Khantys-Mansis)